# Lavin (Zernez)
Lavin (, toponimo romancio e in tedesco) è una frazione di 226 abitanti del comune svizzero di Zernez, nella regione Engiadina Bassa/Val Müstair (Canton Grigioni).

## Geografia fisica
Lavin è situato in Bassa Engadina, sul lato sinistro del fiume Inn; dista 31 km da Davos, 43 km da Sankt Moritz, 75 km da Landeck e 87 km da Coira. Il punto più elevato del territorio è la cima del Piz Linard (3 411 m s.l.m.), sul confine con Susch; parte del territorio, comprendente i laghi della conca morenica di Macun, fa parte del Parco nazionale svizzero.

## Storia
Nei pressi di Lavin, in località Las Muottas, vennero ritrovati nel biennio 1938-1939 dei frammenti di ceramica risalenti all'età del bronzo da parte di Hans Conrad, attestando quindi che il territorio di Lavin fosse già allora abitato. L'esistenza del villaggio di Lavin propriamente detto è attestata dal XIII secolo; il paese venne successivamente devastato due volte dalle truppe austriache (1499 e 1622) e si emancipò definitivamente dal dominio asburgico nel 1652. Nel 1869 il paese venne parzialmente distrutto da un incendio; alcune delle case bruciate vennero ricostruite secondo lo stile architettonico italiano.
Già comune autonomo istituito nel 1851 e che si estendeva per 46,26 km², comprendeva anche la frazione di Gonda, abbandonata nel XVII secolo; il 1º gennaio 2015 è stato accorpato a Zernez assieme all'altro comune soppresso di Susch.

## Monumenti e luoghi d'interesse

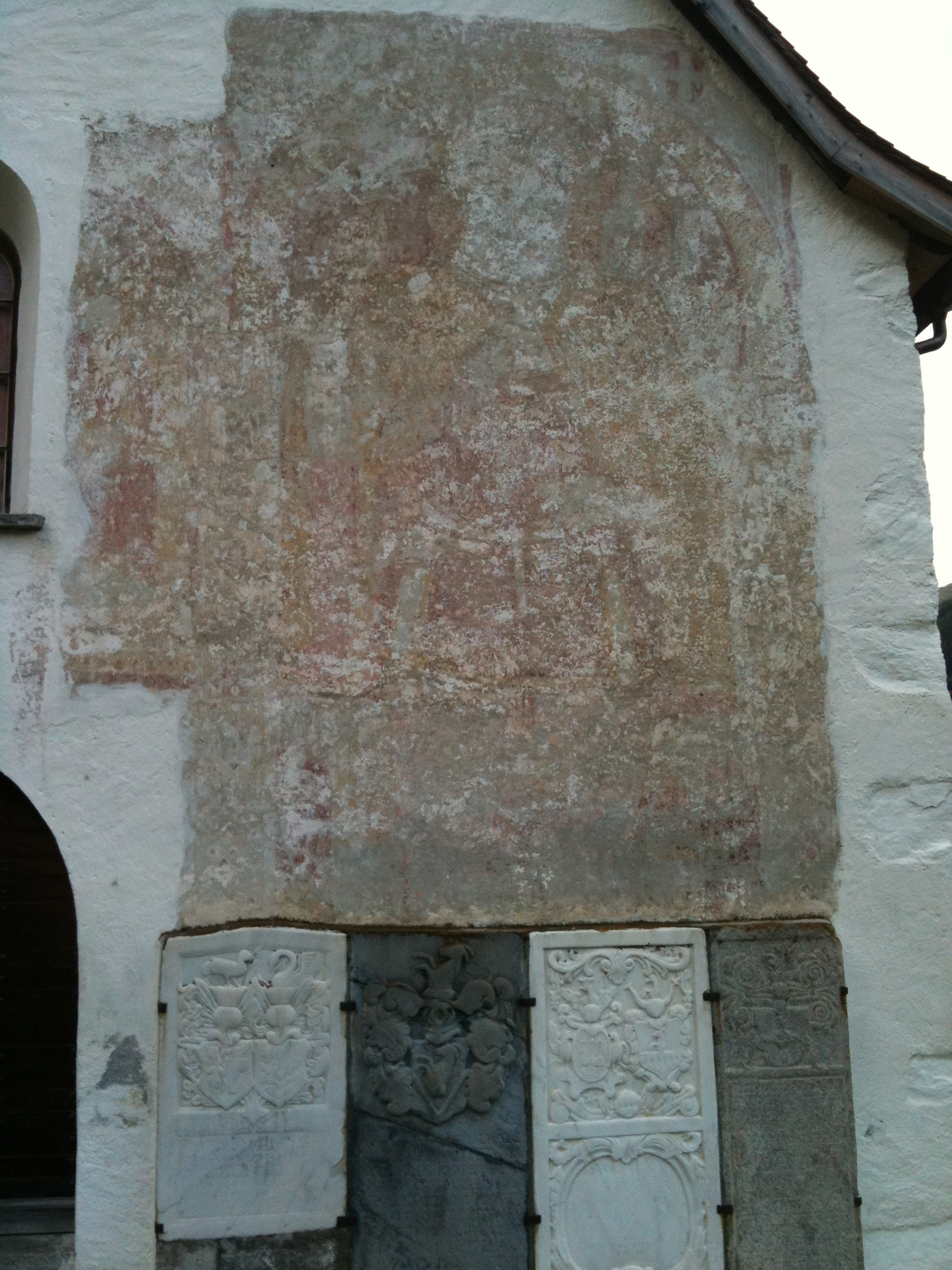
Chiesa riformata: facciata con San Cristoforo

- Chiesa riformata, eretta nel 1500 circa con un dipinti tardogotici[1] (tra i quali un San Cristoforo in facciata quasi cancellato) e coro adorno di affreschi ancora ben conservati[senza fonte].

## Società

### Evoluzione demografica
L'evoluzione demografica è riportata nella seguente tabella:
Abitanti censiti

### Lingue e dialetti
A Lavin il 77% della popolazione parla romancio.

## Infrastrutture e trasporti

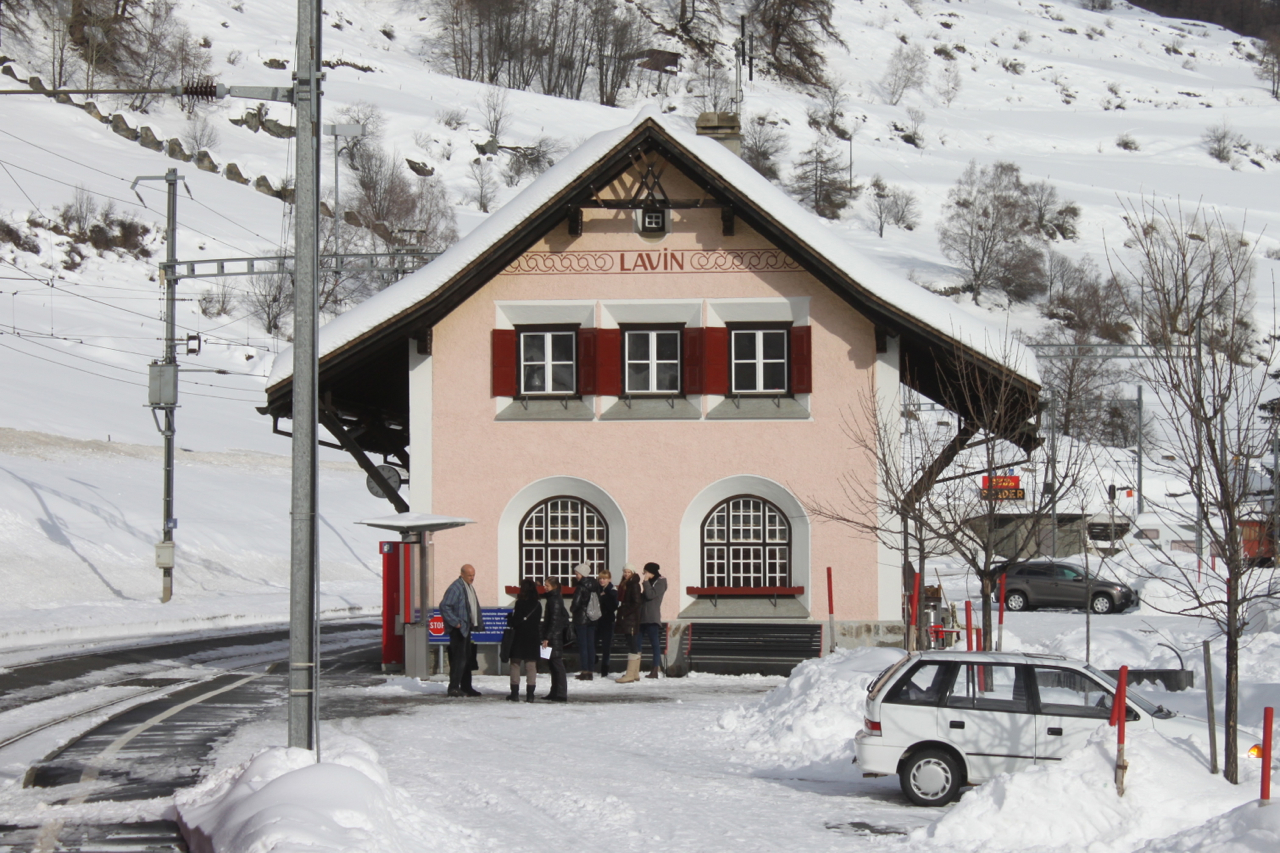
La stazione di Lavin

È servito dalla stazione ferroviaria omonima della Ferrovia Retica, sulla linea Pontresina-Scuol.